# Seguridad del transporte en Estados Unidos
La seguridad del transporte ha mejorado constantemente en Estados Unidos por muchas décadas. Entre 1920 y el 2000, la tasa de accidentes de automóviles fatales por vehículo-milla ha bajado por un factor de 17. Excepto por una pausa durante la década de 1960, el progreso en reducir los accidentes fatales ha sido constante. La seguridad para otros tipos de transporte de pasajeros en Estados Unidos también ha mejorado substancialmente, pero los datos estadísticos no están disponibles fácilmente. Mientras que la tasa de mortalidad se ha nivelado desde el 2000 al 2005 en aproximadamente 1,5 muertes por 100 millones de millas viajadas, posteriormente ha reanudado su tendencia a la baja hasta alcanzar 1,27 en el 2008.
Siguiendo una aproximación usada por varios autores, uno puede comparar la probabilidad de un accidente fatal  mientras se conduce un auto y mientras se vuela en un avión con una línea aérea comercial regular. Esto es más significativo para viajes en que ambos modos de transporte son alternativas razonables. Para Estados Unidos, un viaje típico de esta clase es desde el área de Boston, Maryland, al área de Washington, Distrito de Columbia, y dura aproximadamente de puerta a puerta 6 horas por avión y 7 horas por automóvil. Para comparar riesgos típicos, uno puede usar la tasa promedio de accidentes fatales de automóviles de 1,5 por 100 millones de vehículo-millas para el año 2000 y la tasa promedio de accidentes fatales de la aviación comercial regular de 0,18 por millón de segmentos de vuelo para 1995-2005:
| Estimación del riesgo   | Por aire | Por auto |
| Segmentos de vuelo      | 1        | 0        |
| Riesgo (millones)       | 0,2      | 0        |
| Millas conducidas       | 40       | 450      |
| Riesgo (millones)       | 0,6      | 6,8      |
| Riesgo total (millones) | 0,8      | 6,8      |
| ----------------------- | -------- | -------- |

La probabilidad de un accidente fatal, estimada para este viaje (asumiendo un total de 40 millas de conducción desde y hacia los aeropuertos), es más de ocho veces más grande cuando se conduce todo el camino que cuando se vuela. Como se muestra en este ejemplo, la mayor parte del riesgo de volar es el riesgo incurrido en la conducción hacia y desde de los aeropuertos (0,6 mientras se conduce hacia/desde los aeropuertos contra 0,2 de la fase de vuelo por sí misma).

## Nota
- Esta obra contiene una traducción  derivada de «Transportation safety in the United States» de Wikipedia en inglés, concretamente de esta versión, publicada por sus editores bajo la Licencia de documentación libre de GNU y la Licencia Creative Commons Atribución-CompartirIgual 4.0 Internacional.

- Datos: Q621961